# Antínoo Braschi

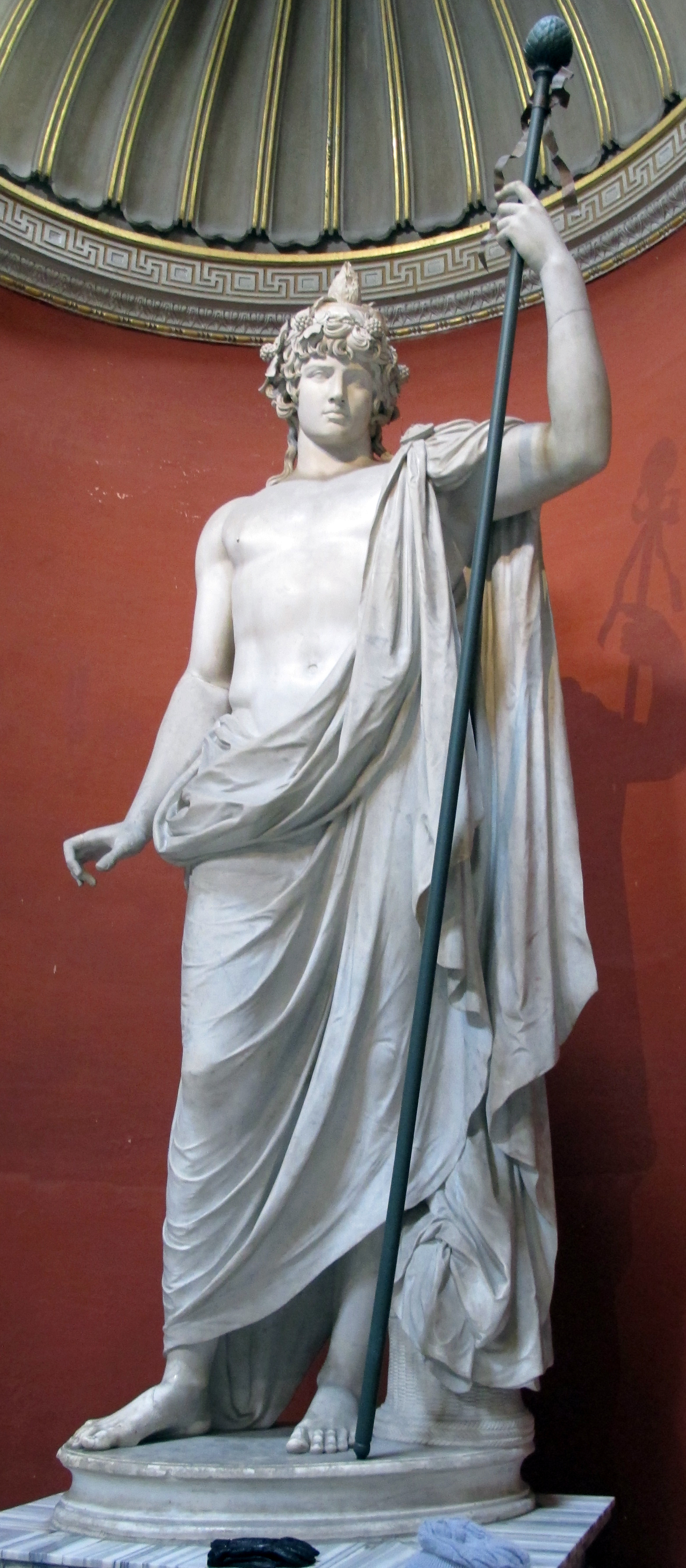
Imagen del Antínoo Braschi.

El Antínoo Braschi es una escultura en mármol que representa al amante de Adriano (117-138 d. C.), Antínoo. Este es representado con gran belleza y esplendor, tal es su belleza que incluso podría ser comparado con un dios del Olimpo.

## Historia
La escultura fue descubierta en unas excavaciones de 1792-1793, las cuales se realizaron en la supuesta villa de Adriano en la ciudad de Palestrina, donde se pueden encontrar numerosas obras de gran valor.
Giovanni Pierantoni se encargó exclusivamente de la restauración de la estatua, siendo más tarde expuesta en el Palacio Braschi a pedido de la poderosa familia Braschi. La estatua de mármol estuvo ahí hasta 1844, cuando fue trasladada al Museo Lateranense y finalmente fue adquirida por los Museos Vaticanos, donde actualmente se encuentra.

### Fecha de realización
La fecha de la realización de la estatua fue después de la muerte de Antínoo, quien murió ahogado en el río Nilo en el 130 d. C. y de inmediato deificado con todos los honores por el emperador Adriano.

## Descripción
La estatua relaciona al retratado con Dioniso u Osiris, esto se debe a los elementos que porta. En su cabeza lleva una diadema con frutos, antes llevaba un ureo (cobra) o flor de loto, pero a causa de las restauraciones modernas, estos elementos fueron sustituidos por una piña.

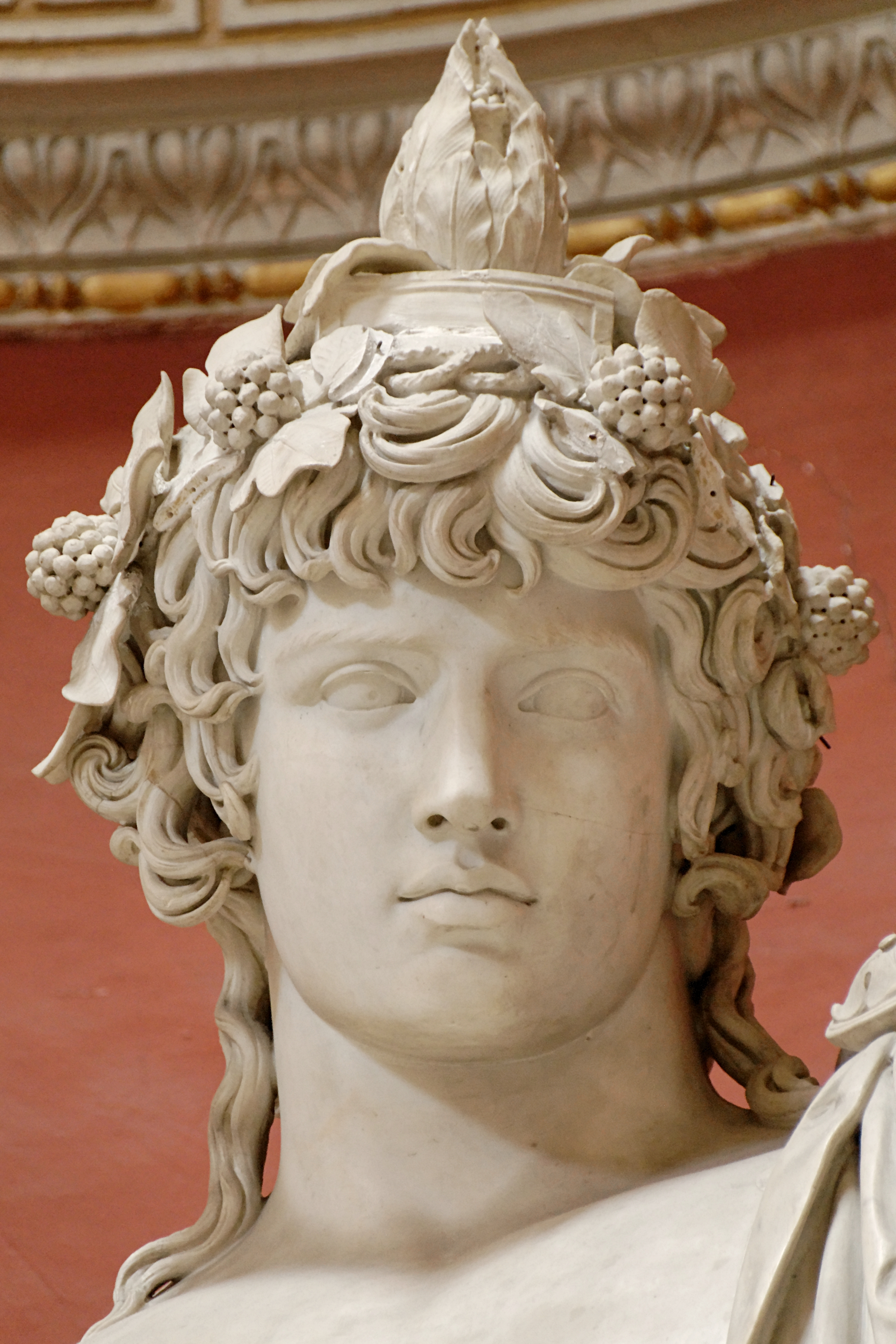
Rostro de la estatua.